# Malborough
Malborough – wieś w Anglii, w hrabstwie Devon, w dystrykcie South Hams. Leży 58 km na południe od miasta Exeter i 296 km na południowy zachód od Londynu.